# Hilary Mason (Informatikerin)

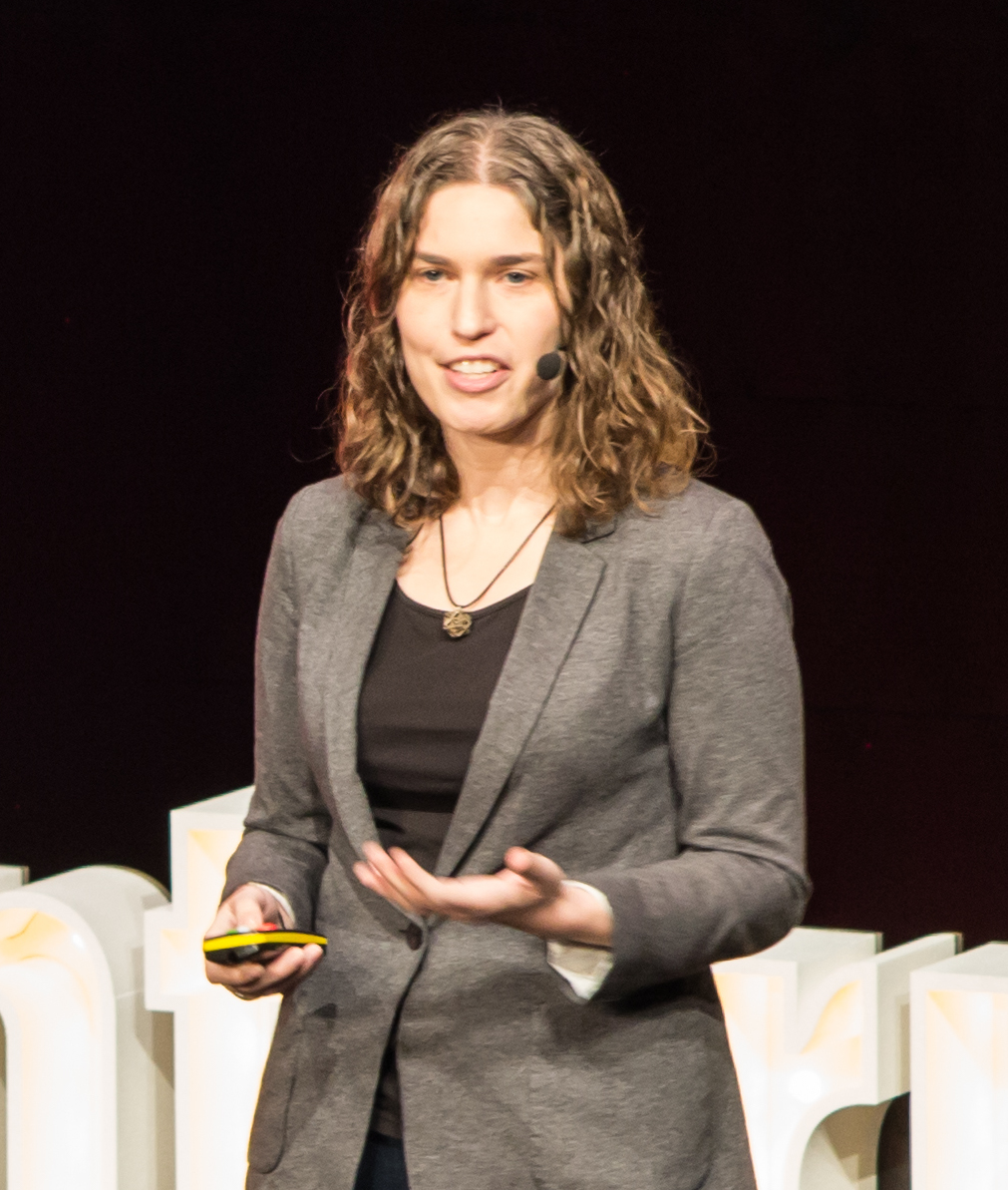
Hilary Mason, 2015

Hilary Mason (* 20. Jahrhundert in New York City, USA) ist eine US-amerikanische Informatikerin und Datenwissenschaftlerin. Sie war Gründerin des Forschungsunternehmens Fast Forward Labs und bis 2019  General Managerin für maschinelles Lernen bei dem Softwareunternehmen Cloudera.

## Leben und Werk
Mason studierte von 1997 bis 2000 am Grinell College, wo sie einen Bachelor of Arts in Computer Science erwarb. Anschließend studierte sie Informatik an der Brown University. Von 1999 bis 2000 arbeitete sie als Software Engineer bei Pleasant Street Technologies. Von 2004 bis 2008 war sie Assistant Professor an der Johnson & Wales University in Providence, forschte dann als Scientist bis 2009 bei Path101, Inc. und bis 2014 als Chefwissenschaftlerin bei bitly. Sie gründete 2014 Fast Forward Labs, ein Forschungs- und Beratungsunternehmen für angewandtes maschinelles Lernen, das 2017 von Cloudera übernommen wurde.
Mason war 2010 Mitbegründerin von HackNY, einer gemeinnützigen Organisation, die studentische Hacker mit der Startup-Community kreativer Technologen in New York City verbindet. Sie war von 2013 bis 2021 Data Scientist in Residence bei Accel Partners, seit 2015 Vorstandsmitglied des Anita Borg Institute und ist Beraterin für Startups wie Sparkfun Electronics, Wildcard und Wonder. Manson war Mitglied des Technology Advisory Board von dem New Yorker Bürgermeister Michael Bloomberg und Mitglied des Brooklyner Hackerkollektivs NYC Resistor. Sie ist Mitbegründerin und CEO von Hidden Door.

## Auszeichnungen (Auswahl)
- 2011: Fortune 40 under 40 Ones to Watch-Liste[7]
- 2012: TechFellows Engineering Leadership Award[8]
- 2013: Crains New York 40 under Forty-Liste[9]

## Veröffentlichungen (Auswahl)
- mit Stephen C. Andrade: Digital Imaging Trek: A Practical Model for Managing the Demand of the Digitally Enabled Traveller. In: Selected Readings on the Human Side of Information Technology. 2009, ISBN 978-1-60566-088-2.